# Championnats d'Afrique de tennis de table 1988
Navigation
Championnats d'Afrique 1985 Championnats d'Afrique 1990
Les Championnats d'Afrique de tennis de table 1988, huitième édition de la compétition continentale, ont lieu du 11 au 18 décembre 1988 à Lagos au Nigeria,.
La compétition qui se tient au Lagos National Stadium est dominée par le Nigeria qui remporte les sept médailles d'or en jeu.

## Médaillés seniors
| Épreuves | Or                               | Argent                              | Bronze  |
| -------- | -------------------------------- | ----------------------------------- | ------- |
| Hommes   |                                  |                                     |         |
| Simple   | Atanda Musa (en)                 | Titus Omotara (de)                  |         |
| Simple   | Atanda Musa (en)                 | Titus Omotara (de)                  |         |
| Double   | Gbenga Akinola Sule Olaleye (pl) | Fatai Adeyemo (de) Yome Bankole     |         |
| Double   | Gbenga Akinola Sule Olaleye (pl) | Fatai Adeyemo (de) Yome Bankole     |         |
| Équipe   | Nigeria                          | Égypte                              | Tunisie |
| Équipe   | Nigeria                          | Égypte                              | Ghana   |
| Femmes   |                                  |                                     |         |
| Simple   | Kubrat Owolabi (en)              | Bose Kaffo                          |         |
| Simple   | Kubrat Owolabi (en)              | Bose Kaffo                          |         |
| Double   | Bose Kaffo Kubrat Owolabi (en)   | Patricia Offei Patience Opokua (en) |         |
| Double   | Bose Kaffo Kubrat Owolabi (en)   | Patricia Offei Patience Opokua (en) |         |
| Équipe   | Nigeria                          | Égypte                              | Ghana   |
| Équipe   | Nigeria                          | Égypte                              | Bénin   |
| Mixte    |                                  |                                     |         |
| Double   | Titus Omotara (de) Bose Kaffo    | Fatai Adeyemo (de) Kehinde Okenla   |         |
| Double   | Titus Omotara (de) Bose Kaffo    | Fatai Adeyemo (de) Kehinde Okenla   |         |